# Księstwo niemodlińskie
Księstwo niemodlińskie – historyczne księstwo na Górnym Śląsku ze stolicą w Niemodlinie, powstałe w schyłkowym okresie rozbicia dzielnicowego w Polsce, w ówczesnej (i obecnej) południowo-zachodniej Polsce, przez cały okres istnienia pozostające we władaniu książąt z dynastii Piastów. Powstało w 1313 z wydzielenia z księstwa opolskiego na jego zachodnich krańcach, w 1382 przekształcone w księstwo niemodlińsko-strzeleckie, istniało do 1460, gdy zostało ponownie włączone do księstwa opolskiego. Ponownie wydzielone z księstwa opolskiego na lata 1476–1497.
Rezydencją książąt niemodlińskich był zamek w Niemodlinie.

## Pierwsze księstwoniemodlińskie

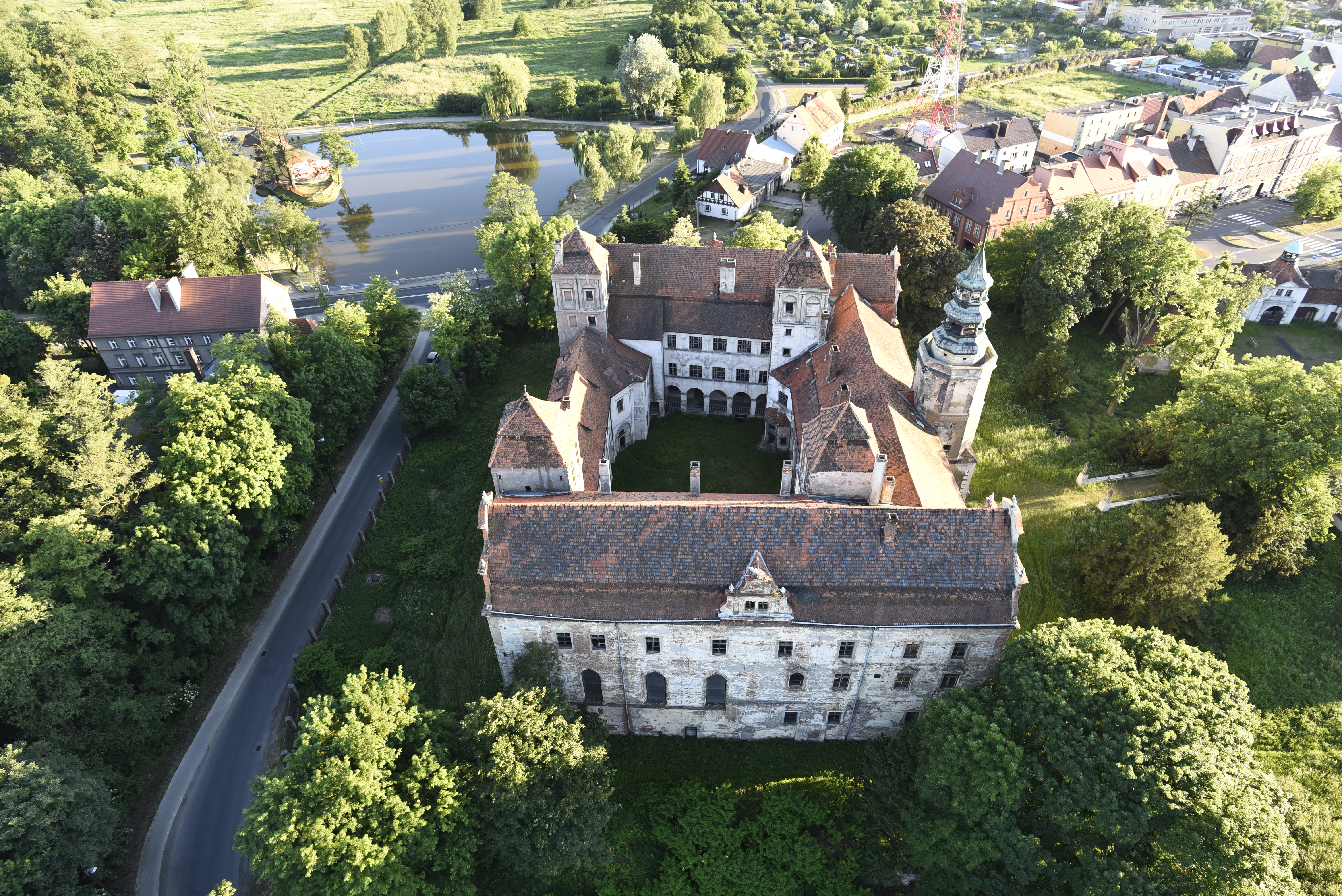
Zamek Piastowski w Niemodlinie

| 1313–1362/65    | Bolesław I Pierworodny (syn Bolka I, w latach 1313–1326 książę wieluński, od 1327 dziedziczny lennik Czech, od 1336 książę na Prudniku)       |
| 1362/65–1367/68 | Bolesław II (syn, współrządy z braćmi, od 1367 w Prudniku)                                                                                    |
| 1362/65–1369    | Wacław (brat, współrządy z braćmi, od 1364 dodatkowo samodzielny książę gliwicki (po 1369 Gliwice do książąt oleśnickich, potem cieszyńskich) |
| 1362/65–1382    | Henryk (brat, współrządy z braćmi do 1369, potem samodzielny książę niemodliński)                                                             |
| od 1382         | księstwo niemodlińskie do książąt opolsko-strzeleckich, z wyjątkiem Prudnika, który do książąt żagańskich)                                    |

## KsięstwoNiemodlińsko-Strzeleckie
| 1382–1394 | Henryk (syn, razem z braćmi w Niemodlinie i Strzelcach) |
| 1382–1455 | Bernard (brat, do 1400 razem z braćmi w Niemodlinie i Strzelcach, od 1396–1400 z Bolkiem IV w Opolu, od 1400 w wyniku podziału w Niemodlinie i Strzelcach, od 1401 w Oleśnie, 1420–1424 w Prudniku i Głogówku, 1434–1450 w Kluczborku, od 1450 usunął się do Olesna) |
| 1424–1460 | Bolko V Husyta (syn Bolka IV opolskiego, od 1422 koregent w księstwie opolskim, od 1424 w Głogówku i Prudniku jako samodzielny książę, od 1437 w Sośnicowicach, od 1450 w Niemodlinie i Strzelcach, od 1455 w Oleśnie)                                               |
| od 1460   | Niemodlin, Olesno (województwo opolskie) i Strzelce do księstwa opolskiego |

## Drugie księstwo niemodlińskie
| 1476–1497 | Mikołaj II niemodliński |